# جيمس أ. بيرك
جيمس أ. بيرك هو سياسي أمريكي، ولد في 30 مارس 1910 في بوسطن في الولايات المتحدة، وتوفي بنفس المكان في 13 أكتوبر 1983. نشط حزبياً في الحزب الديمقراطي. وقد انتخب عضو مجلس نواب ماساتشوستس ‏ وانتخب عضو مجلس النواب الأمريكي ‏.